# Citoyens et citoyennes pour une république canadienne
Citoyens et Citoyennes pour une République Canadienne (CCRC ou CCR, parfois raccourci à Citoyens pour une République Canadienne, en anglais Citizens for a Canadien Republic) est un organisme à but non lucratif créé en 2002 qui promeut le remplacement de la monarchie au Canada par un chef d'État élu soit directement par le peuple soit indirectement par ses représentants au parlement. Il s'agit actuellement du seul organisme canadien ayant pour but une république canadienne.